# Kyung-sook Shin
Kyung-sook Shin (hangul: 신경숙, hanja: 申京淑) (Jeongeup, Corea del Sud, 12 de gener de 1963) és una escriptora de Corea del Sud. El 2012 guanyà el Premi Literari Man Asian per la novel·la Per favor, cuida de mamà, la primera volta en què una coreana guanyava aquest premi.

## Biografia
Kyung-sook Shin nasqué en un poble prop de Jeongeup a la província de Jeollabuk-do el 1963. Era la quarta de sis fills. Els seus pares eren llauradors sense recursos per dur-la a l'escola secundària. Als 16 anys es muda a Seül per viure amb el seu germà major. Durant aquesta època treballa en una fàbrica d'aparells electrònics mentre estudia en una escola nocturna. El 1985 s'estrena literàriament amb la novel·la curta Conte d'hivern, després d'haver-se graduat en l'Institut d'Arts de Seül. Kyung-sook Shin és, al costat de Kim In-suk i Gong Ji-young, una de les escriptores més importants de la generació coneguda com a 386.

## Obra
La seua obra més reeixida fins ara és la novel·la Per favor, cuida de mamà, publicada el 19 estats, entre aquests EUA, Xina, Llatinoamèrica i Europa.

## Premis[6]
Guanya el Premi Munye Joongang de nous autors per la novel·la curta Conte d'hivern.
Ha guanyat molts premis literaris, inclòs el Premi al Millor Artista Actual del Ministeri de Cultura, Esport i Turisme de Corea, el Premi Hankook Ilbo, l'Hyundae Munhak, el Manhae, el Dong-in, el Yi Sang i l'Oh Young-su. L'any 2009, la traducció al francés de la seua obra L'habitació solitària fou una de les guanyadores del Prix de l'Inaperçu, que reconeix les obres literàries d'excel·lència que no arriben al gran públic.
- 21st Century Literature Award
- Premi de literatura contemporània Hyundae Munhak(1995)
- Premi Manhae de literatura (1996)
- Premi Dong-in de literatura (1997)
- Premi Yi Sang de literatura (2001)
- Premi Oh Young-su de literatura (2006)
- Prix de l'Inaperçu (2009)
- Premi de Cultura i Art de la República de Corea (2011)
- Premi Man Àsia de literatura (2012)
- Premi Marca de Respecte (2012)
- Premi Seoul Foreign Correspondents Club - Foreign Public Relations - Secció de literatura (2012)
- Premi Hoam de literatura (2013)

Novel·les
- Conte d'hivern (Gyeoul Uhwa 1990)
- Profunda tristesa (Gipeun seulpeum 1994)
- Una habitació solitària (Oettanbang 1995)
- Fa temps, quan vaig deixar la meua llar. (Oraejeon jib-eul tteonal ttae 1996)
- El tren ix a les 7 (Gicha-neun 7si-e tteonane 1999)
- Violeta (Baiolet 2001)
- La història de J (J iyagi 2002)
- Lee Jin (2007)
- Per favor, cuida de mamà (Eomma-reul butakhae 2009)
- Seré ací mateix (Eodiseonga na-reul xat-neun jeonhwabel-i ulli-go 2010)
- Dona desconeguda (Moreu-neun yeoindeul 2011)
- Històries que vull explicar-li a la lluna (Dal-ege deullyeoju-go sip-eun iyagi 2013)

Relats curts
- On una vegada era l'harmònium (Punggeum-i isseotdeon jari 1993)
- Els menjadors de creïlles (Gamja meok-neun saramdeul 1997)
- Fins que em convertisca en riu (Gangmul-i doel ttaekkaji 1998)
- Camp de maduixes (Ttalgibat 2000)
- El so de les campanes (Jongsori 2003)

No-ficció
- Bella ombra (Areumdaun geuneul 1995)
- Dorm, tristesa (2003)